# Анна (король Східної Англії)
Анна або Онна (давн-англ. Anna, Onna; ? — 654) — король Східної Англії у 636—654 роках.

## Життєпис

### Молоді роки
Походив з династії Вуффінгів. Син Ені, короля Східної Англії. Про дату народження та молоді роки нічого невідомо. Оженився у 631 році на Севарі (її походження викликають суперечки у дослідників), напевне з правлячої династії Нортумбрії. Анна хрестився в Ексніні в Саффолку, обряд провів Фелікс Бургундський.

### Королювання
У 636 році після загибелі королів Сігеберта і Егрік у битві з Пендою, королем Мерсії. Обставини цього достеменно невідомі, але напевне в цьому Анна отримав допомогу з боку Нортумбрії.
За підтримки Освальда, короля Нортумбрії, Анна оговтався від мерсійської навали. Багато уваги приділяв утворенню союзів з сусідами, відчуваючи небезпеку з боку Мерсії. Мирні договори було закріплено шлюбами. Було укладено шлюби своєї доньки з королем Ерконбертом він зміцнив політичний союз з королівством Кент. Іншу дочку, Етельбургу і пасербицю Сетриту він відправив до монастиря Фармути у Франкському королівстві.
Анна був дуже побожною людиною і багато уваги приділяв підтримці церкви. Зокрема, Анна зробив багаті дари монастирю в Кнобхерсбурзі (комплекс у бурзькому замку в сучасному Грейт-Ярмуті). Беда Преподобний з великою повагою відгукується про короля.
У 641 році після поразки та загибелі союзника Анни — Освальда, короля Нортумбрії, у війні проти Мерсії. У цій ситуації уклав союз з Освіу, який став королем Берніції після розпаду Нортумбрії. Але той не міг допомогти, оскільки тривалий час боровся проти королівства Дейра.
У 645 році Анна надав притулок Кенвалу, королю Вессексу, вигнаному з рідної держави Пендою Мерсійським. Анна вплинув на Кенвала, щоб той охрестився. 648 року допоміг Кенвалу повернути трон Вессексу. Завдяки цьому Східна Англія здобула додаткового союзника, послабивши вплив Мерсії на півдні Британії.
До 651 року Анна видав дочку заміж за Тондберта, короля Південного Гірве (держави поблизу кордону з Мерсією), що мало стратегічне значення. Згодом, коли Тондберт помер, Південний Гірве став частиною королівства Східної Англії.
У 651 році на Східну Англію знову напав Пенда, пограбувавши монастир Кнобхерсбург. Анна поспішив на допомогу монастирю, але був розбитий і вирушив у вигнання. Він сховався у свого друга Меревала. На частині Східної Англії Пенда створив залежне королівство середніх англів, де посадив на трон свого сина Педу. Тут було дозволено проповідувати ірландським місіонерам (прихильникам кельтської церкви).
У своє королівство Анна повернувся в 654 році, відновивши владу. Незабаром на нього знову напав Пенда. Поблизу Булкампа сталася битва, в якій англи вкотре були розбиті, а Анна і його син Юрмін загинули. Вони обидва були поховані в Блітбурзі. Трон успадкував брат загиблого короля Етельхер.

## Родина
Дружина — Севара
Діти:
- Юрмін (д/н—654)
- Етельтріта, дружина 1) Тонберта, короля Південного Гірве; 2) Егфріта, короля Нортумбрії
- Сексбурга, дружина Еоркенберта, короля Кенту
- Вітбурга, черниця в Дерехамі
- Етельбурга, черниця в монастирі Фармутьє (Франкське королівство)